# 严凌君
严凌君（1963年—），男，江西吉安人，在1983年毕业于江西师范大学，是深圳市育才中学的一名语文教师。以他在育才中学开办的“青春读书课”及后来由他编辑并被商务印书馆出版的“青春读书课系列人文读本”而闻名。知名作家莫言、曹文轩等都对他编辑的这套读本赞赏有加。